# Championnat de Russie masculin de handball
Le Championnat de Russie masculin de handball, ou Super League, est le plus haut niveau des clubs masculins de handball en Russie. Il a été créé en 1992 et fait suite au Championnat d'Union soviétique.

## Histoire
Le championnat est créé en 1992 et le premier vainqueur de cette nouvelle compétition est le Saint-Pétersbourg HC. Mais la célèbre section handball du CSKA Moscou qui avait dominé amplement le championnat soviétique n'allait pas rester inexistante puisqu'elle réalise un doublé en remportant les deux éditions qui suivent.
Puis c'est au tour du Kaustik Volgograd, un club qui monte en puissance puisqu'il remporte le championnat quatre fois d'affilée, jusqu'à ce que le CSKA Moscou ne revienne en force et remporte de nouveau deux éditions d'affilée.
C'est alors qu'en 2001, la direction du CSKA se désintéresse de sa section handball au point de la supprimer. L'équipe de handball trouve alors refuge à Tchekhov à 67 km au sud de Moscou où elle devient Medvedi Tchekhov, car elle est censée représenter la région qui entoure la capitale russe.
Cette « séparation » se révèle finalement être une très bonne chose puisque depuis, le club domine outrageusement le championnat : remportant toutes les éditions, il domine sans concession tous ces adversaires au point de remporter 87 matchs consécutifs entre 2007 et 2008, marquant une moyenne 40 buts par match.
Toutefois, les ours de Tchekhov subissent une pression de la part d'autres clubs russe qui visent eux aussi le titre, ces autres cylindrées du handball russe sont le Saint-Pétersbourg HC, le Medvedi Perm, le Kaustik Volgograd, le Zarja Kaspija Astrakhan, le Lokomotiv Tcheliabinsk ou encore le SKIF Krasnodar.
Mais malgré ça, le club de Tchekhov remporte toujours ce championnat depuis 2000 et est véritablement le club russe de référence.

## Coefficient EHF
L'évolution du Coefficient EHF du championnat au cours des saisons est le suivant :
| 2002 | 2003 | 2004 | 2005 | 2006 | 2007 | 2008 | 2009 | 2010 | 2011 | 2012 | 2013 | 2014 | 2015 | 2016 | 2017 | 2018 | 2019 |
| ---- | ---- | ---- | ---- | ---- | ---- | ---- | ---- | ---- | ---- | ---- | ---- | ---- | ---- | ---- | ---- | ---- | ---- |
| 14   | 9    | 7    | 7    | 6    | 7    | 6    | 6    | 5    | 4    | 6    | 7    | 15   | 12   | 16   | 17   | 18   | 17   |

## Clubs actuels
Les clubs de l'édition 2020-2021 sont :
| Club                   | Entraîneur           |
| ---------------------- | -------------------- |
| Dinamo Astrakhan       | Dimitri Karlov       |
| SKIF Krasnodar         | Georgy Zaikin        |
| CSKA Moscou            | Oleg Koulechov       |
| Akbuzat Oufa (ru)      | Alexandre Gorbatikov |
| Medvedi Perm           | Valentin Bouzmakov   |
| Neva Saint-Pétersbourg | Dimitri Torgovanov   |
| SGAU-Saratov (ru)      | Alexandre Alekseïev  |
| Sungul Snejinsk        | Victor Myagkov       |
| Viktor Stavropol       | Sergueï Klenov       |
| HC Taganrog            | Roman Fitelev        |
| Medvedi Tchekhov       | Vladimir Maksimov    |
| Dinamo Tcheliabinsk    | Sergueï Souchkov     |
| Kaustik Volgograd      | Dimitri Bocharnikov  |

## Palmarès

### Saison par saison
| Saison    | Champion                 | Vice-champion           | Clubs |
| --------- | ------------------------ | ----------------------- | ----- |
| 1992-1993 | Saint-Pétersbourg HC (1) | Lokomotiv Tcheliabinsk  | 12    |
| 1993-1994 | CSKA Moscou (1)          | Kaustik Volgograd       | 12    |
| 1994-1995 | CSKA Moscou (2)          | Kaustik Volgograd       | 12    |
| 1995-1996 | Kaustik Volgograd (1)    | Lokomotiv Tcheliabinsk  | 12    |
| 1996-1997 | Kaustik Volgograd (2)    | Lokomotiv Tcheliabinsk  | 12    |
| 1997-1998 | Kaustik Volgograd (3)    | Istochnik Rostov        | 12    |
| 1998-1999 | Kaustik Volgograd (4)    | Dinamo Astrakhan        | 12    |
| 1999-2000 | CSKA Moscou (3)          | Kaustik Volgograd       | 12    |
| 2000-2001 | CSKA Moscou (4)          | Energiya Voronej        | 12    |
| 2001-2002 | Medvedi Tchekhov (5)     | Dinamo Astrakhan        | 12    |
| 2002-2003 | Medvedi Tchekhov (6)     | Dinamo Astrakhan        | 12    |
| 2003-2004 | Medvedi Tchekhov (7)     | Dinamo Astrakhan        | 12    |
| 2004-2005 | Medvedi Tchekhov (8)     | Dinamo Astrakhan        | 12    |
| 2005-2006 | Medvedi Tchekhov (9)     | Dinamo Astrakhan        | 12    |
| 2006-2007 | Medvedi Tchekhov (10)    | Dinamo Astrakhan        | 12    |
| 2007-2008 | Medvedi Tchekhov (11)    | Dinamo Astrakhan        | 12    |
| 2008-2009 | Medvedi Tchekhov (12)    | Kaustik Volgograd       | 12    |
| 2009-2010 | Medvedi Tchekhov (13)    | Saint-Pétersbourg HC    | 12    |
| 2010-2011 | Medvedi Tchekhov (14)    | Saint-Pétersbourg HC    | 12    |
| 2011-2012 | Medvedi Tchekhov (15)    | Saint-Pétersbourg HC    | 12    |
| 2012-2013 | Medvedi Tchekhov (16)    | Saint-Pétersbourg HC    | 12    |
| 2013-2014 | Medvedi Tchekhov (17)    | Saint-Pétersbourg HC    | 12    |
| 2014-2015 | Medvedi Tchekhov (18)    | Medvedi Perm            | 12    |
| 2015-2016 | Medvedi Tchekhov (19)    | Medvedi Perm            | 12    |
| 2016-2017 | Medvedi Tchekhov (20)    | Saint-Pétersbourg HC    | 12    |
| 2017-2018 | Medvedi Tchekhov (21)    | Spartak Moscou          | 12    |
| 2018-2019 | Medvedi Tchekhov (22)    | Spartak Moscou          | 12    |
| 2019-2020 | Medvedi Tchekhov (23)    | Dinamo Viktor Stavropol | 12    |
| 2020-2021 | Medvedi Tchekhov (24)    | CSKA Moscou             | 12    |
| 2021-2022 | Medvedi Tchekhov (25)    | CSKA Moscou             | ?     |
| 2022-2023 | CSKA Moscou (1)          | Medvedi Perm            | ?     |
| 2023-2024 | CSKA Moscou (2)          | Medvedi Tchekhov        | ?     |

### Bilan
| Rang | Club                            | Titres | Années victorieuses |
| ---- | ------------------------------- | ------ | --- |
| 1    | CSKA Moscou et Medvedi Tchekhov | 25     | 1994, 1995, 2000, 2001 ; 2002, 2003, 2004, 2005, 2006, 2007 2008, 2009, 2010, 2011, 2012, 2013, 2014, 2015, 2016, 2017 2018, 2019, 2020, 2021, 2022 |
| 2    | Kaustik Volgograd               | 4      | 1996, 1997, 1998, 1999 |
| 3    | CSKA Moscou                     | 2      | 2023, 2024 |
| 4    | Saint-Pétersbourg HC            | 1      | 1993 |